# Королівська бельгійська футбольна асоціація
Королівська бельгійська футбольна асоціація (нім. Koninklijke Belgische Voetbalbond; фр. Union royale belge des sociétés de football association; нід. Königliche Belgische Fußballverband) — асоціація, що здійснює контроль і управління футболом в Бельгії. Штаб-квартира розташована у місті Брюсселі. Заснована у 1895 році. Організація була серед засновників ФІФА у 1904 році. Член УЄФА з 1954 року. Асоціація організовує діяльність та здійснює керування національними збірними з футболу, включаючи головну національну збірну та молодіжну збірну. Крім того серед завдань федерації є розвиток та популяризація футболу у країні.

Логотип асоціації до 2019 року.

Під егідою федерації проводяться змагання у Чемпіонаті Бельгії з футболу та Кубку Бельгії з футболу. Крім цього асоціація здійснює контроль та управління жіночим футболом у Бельгії, зокрема опікується Жіночим чемпіонатом Бельгії з футболу та національною жіночою збірною.